# Ricí
|  | Per a altres significats, vegeu «oli de ricí». |

El ricí (Ricinus communis L.) o ricin també és conegut amb els noms de cagamuja, enfiter, figuera infernal o fesolera de llum, entre d'altres. El terme llatí Ricinus communis significa paparra comuna (Ricinus vol dir paparra i communis, comú), perquè les seves llavors tenen l'aparença d'una paparra. És un arbust que pertany a la família Euphorbiaceae, del qual són molt útils les llavors, per produir el conegut "oli de ricí" i a vegades, també s'utilitzen les fulles.

## Morfologia

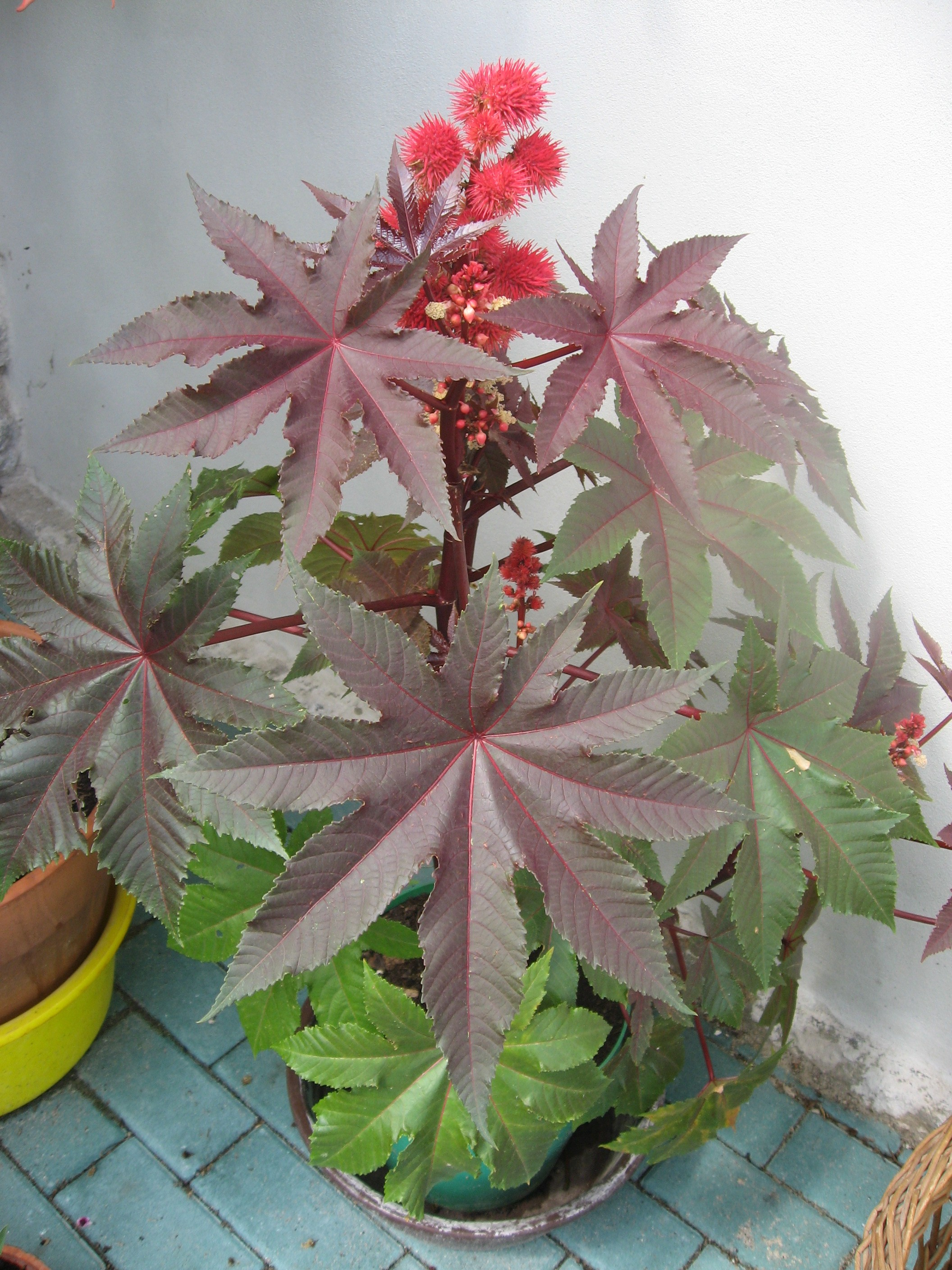
El ricí com a planta ornamental

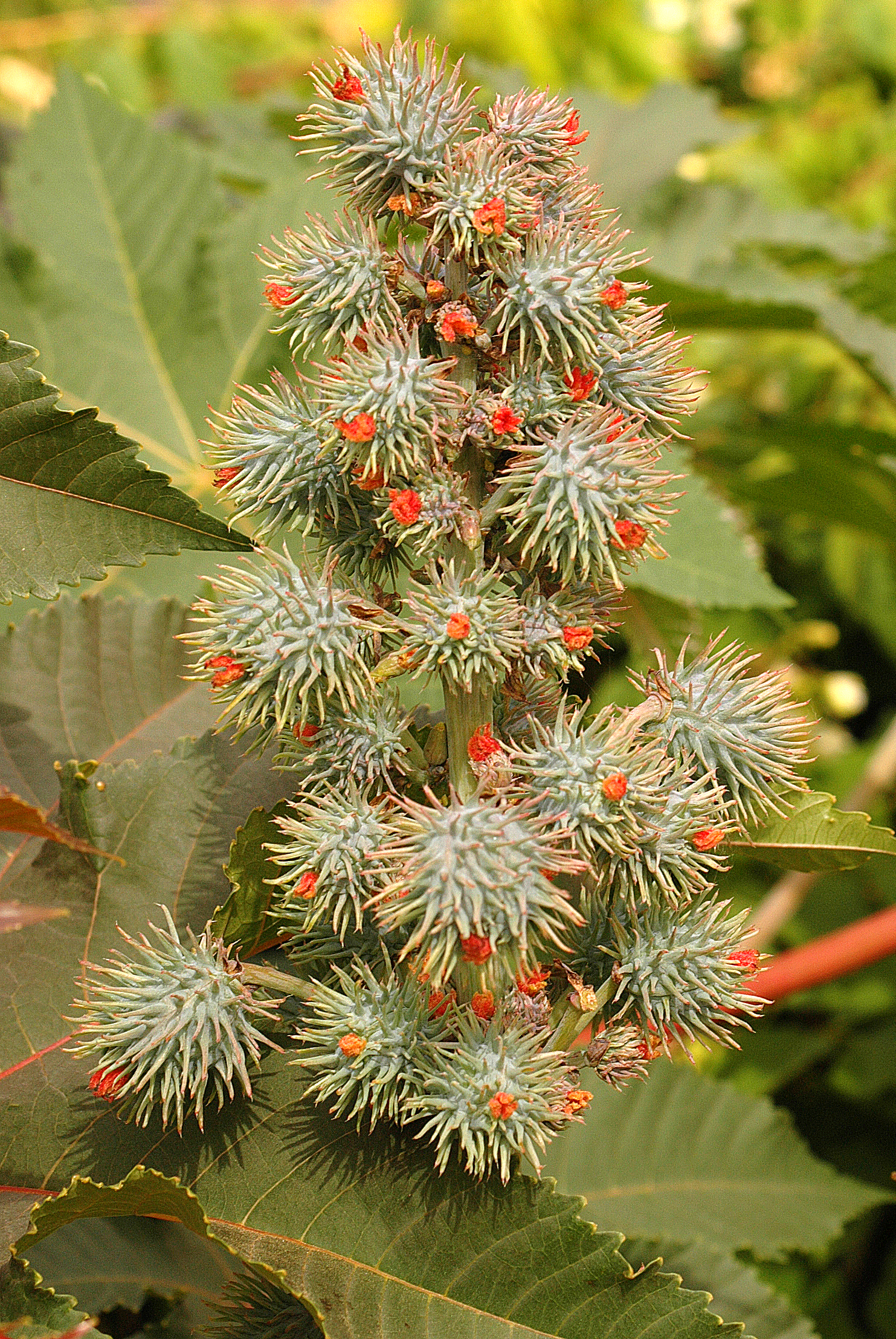
Inflorescències del ricí

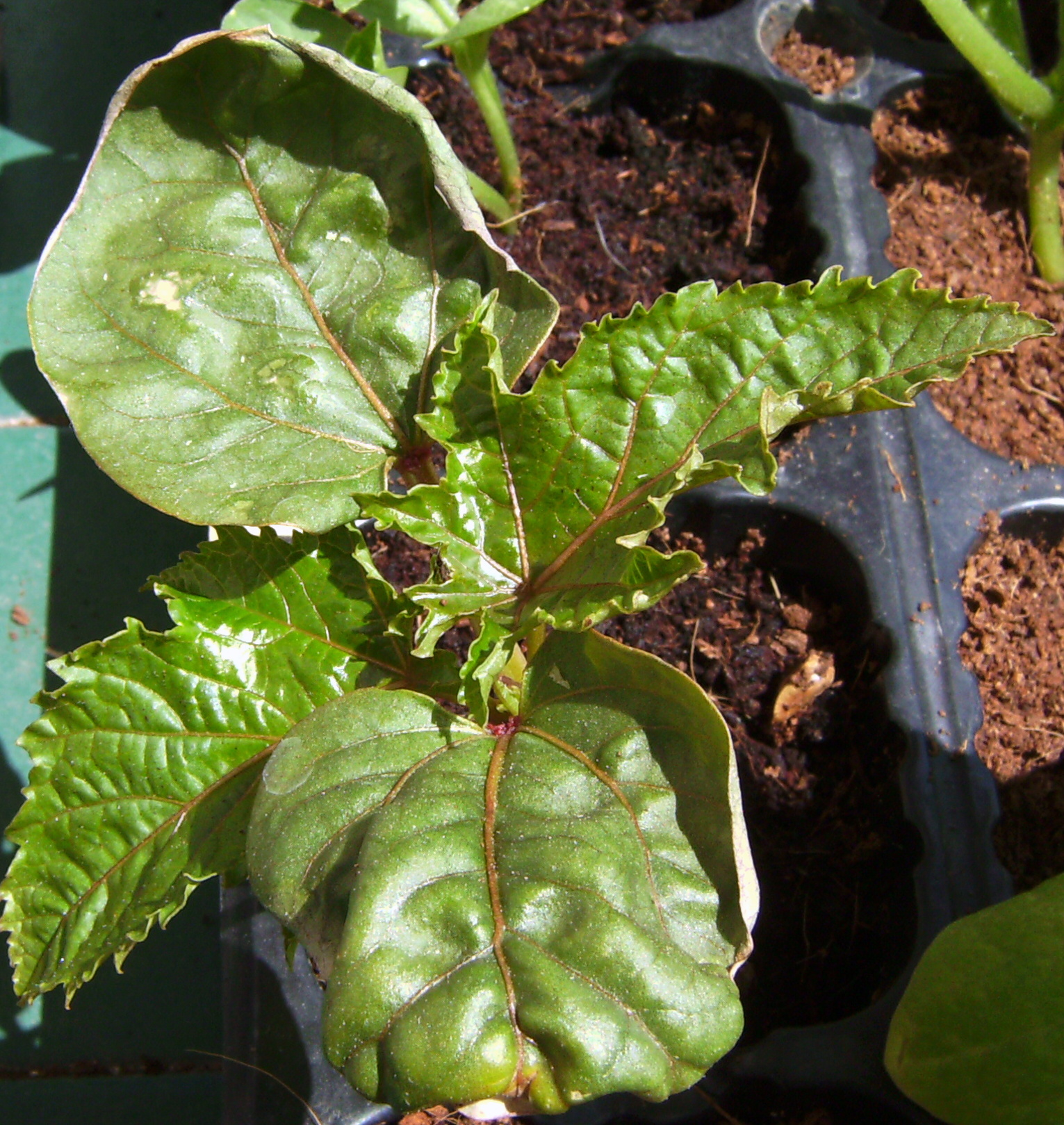
Plàntula de ricí amb els dos cotilèdons i dues fulles veritables

El ricí és un arbust sovint conreat com a anual, i monoic, és a dir, presenta estructures de tots dos sexes sobre el mateix individu (però en flors separades). Les masculines es troben a la meitat inferior de la tija, i les femenines a la meitat superior.
La mida del ricí varia segons el clima: quan aquest és temperat, com en zones d'Andalusia, té una alçada d'entre 2,5 i 3 metres, mentre que si el clima és tropical o subtropical, li és més favorable i pot arribar als 12 metres. Les gelades li són fatals, de forma que l'arbust no sobreviu a elles en comarques fredes i zones d'interior del nostre país.
Té una rel principal i diferents rels secundàries prop de la superfície, és a dir, és axonomorfa.
Presenta una tija de dos o tres metres d'altura, ramificada i de color vermellós i les seves estípules estan unides en una làmina membranosa.
Les fulles són molt grans, d'entre 10 i 35 cm de diàmetre, tot i que poden arribar als 60 cm. La forma d'aquestes és esparsa, amb nervadura palmada, tenen entre 7 i 11 lòbuls i el marge dentat. Es tracta de fulles compostes, alternes, amb coloració verd, vermell o púrpura i nombroses cèl·lula glandulars a l'epidermis de l'anvers. Tenen un pecíol amb color vermellós i algunes glàndules apicals.
Les flors estan agrupades en inflorescències denses, que són panícules terminals grans amb una longitud d'entre 15 i 50 cm. Aquest arbust té dos tipus de flors: les masculines, (que neixen a la part inferior), fan entre 15 i 30 cm de diàmetre, amb un calze de cinc peces i un pedicel de fins a 12 mm, els tèpals són ovalats i vermellosos, mentre que en les femenines són linerlanceolats. L'androceu, que té un diàmetre d'entre 1,5 i 3 cm, es troba a la part inferior de la flor, amb un calze format per cinc peces lanceolades i molts estams soldats de color verd groguenc, amb forma de columna, ramificada. D'altra banda, el gineceu presenta tres estils i es troba a la part superior de la panícula, amb ovari súper, format per tres fulles carpel·lars i amb tres branques bifurcades on es troben les papil·les encarregades de captar el pol·len.
El fruit, que surt de les flors femenines i per tant, se situa a les parts més superiors, és un elateri, gairebé sempre envoltat per abundants espines. Aquest tipus de càpsula presenta una prominència carnosa de color groguenc a l'extrem superior, anomenat carúncula. El fruit té tres cavitats (tricoca), cadascuna amb una llavor gran, de superfície llisa i brillant que conté una toxina anomenada ricina. És de color vermellós, amb llavors el·lipsoides de color marró i blanc, i la seva llargària és d'entre 1 i 2,5 cm. Quan madura, l'elateri s'obre i allibera les llavors.

## Ecologia
L'origen del ricí no es coneix encara de forma exacta, i es mantenen dues possibilitats: que sigui originari de l'Índia, o, en canvi, de l'est del continent africà (zones com el Sudan o Etiòpia). És cultivat a climes càlids de les zones subtropicals properes al Mediterrani, com és el cas de l'Àfrica. També en podem trobar a l'Àsia i està considerablement estès per Europa. De fet, té una àmplia distribució que exceptua les zones fredes o propenses a gelades.
És un arbust de caràcter anual que requereix un clima càlid sense gelades, dispers per totes les regions càlides de la Terra. Floreix, sobretot, als mesos d'estiu: des de juliol fins a octubre i la seva recol·lecció es fa a la tardor.

## Farmacologia

### Droga
La part utilitzada és l'oli de les seves llavors, i en menor mesura, les fulles.

### Composició química
- Oli de ricí
  - Àcids grassos

| Mitjana de la composició d'àcids grassos de l'oli de ricí | Mitjana de la composició d'àcids grassos de l'oli de ricí | Mitjana de la composició d'àcids grassos de l'oli de ricí | Mitjana de la composició d'àcids grassos de l'oli de ricí | Mitjana de la composició d'àcids grassos de l'oli de ricí |
| --------------------------------------------------------- | --------------------------------------------------------- | --------------------------------------------------------- | --------------------------------------------------------- | --------------------------------------------------------- |
| Nom de l'àcid                                             | Rang de percentatges                                      | Rang de percentatges                                      | Rang de percentatges                                      |                                                           |
| Àcid ricinoleic                                           | 85                                                        | fins                                                      | 95%                                                       |                                                           |
| Àcid oleic                                                | 6                                                         | fins                                                      | 2%                                                        |                                                           |
| Àcid linoleic                                             | 5                                                         | fins                                                      | 1%                                                        |                                                           |
| Àcid linolènic                                            | 1                                                         | fins                                                      | 0,5%                                                      |                                                           |
| Àcid esteàric                                             | 1                                                         | fins                                                      | 0,5%                                                      |                                                           |
| Àcid palmític                                             | 1                                                         | fins                                                      | 0,5%                                                      |                                                           |
| Àcid dihidroxistearic                                     | 0,5                                                       | fins                                                      | 0,3%                                                      |                                                           |
| Altres                                                    | 0,5                                                       | fins                                                      | 0,2%                                                      |                                                           |

- - Substàncies nitrogenades:
    - Ricinina o ricidina (alcaloides equivalents)
    - Ricina: És una albúmina vegetal tòxica.

  - Enzim: 
    - Lipasa

  - Vitamina E. (o alfatocoferol)
  - Sals minerals
  - Proteïnes (20%)

### Accions farmacològiques
L'àcid ricinoleic irrita la mucosa de l'intestí prim, provocant una estimulació del peristaltisme, que dona lloc a una acció laxant a dosis petites i purgant a dosis més grans. Aquest àcid allibera els seus glicèrids i provoca una lisi en els lípids de la membrana intestinal quan entren en contacte amb la lipasa pancreàtica. Aquest fet té com a resultat una evacuació abundant de femta líquida sense dolors còlics, perquè no hi ha irritació greu a la mucosa intestinal.

#### Dosi
- La dosi adequada d'oli de ricí varia des dels 5 ml si es vol una acció purgant, fins als 120 ml si el que es pretén és induir el part.[5]
- Per les fulles, que s'han de coure prèviament en aigua, es beuen entre una i tres tasses al dia, segons l'afecció que es vulgui tractar.

### Contraindicacions
No es pot utilitzar en el tractament d'intoxicacions per tòxics liposolubles, ja que l'increment de sals biliars facilitaria la seva absorció. A més, el seu ús prolongat en casos de restretament crònic pot provocar dolors d'estómac i manca d'apetit. També està contraindicat en dones embarassades que hagin patit cesària en l'anterior embaràs o alguna intervenció quirúrgica a nivell uterí.

### Usos medicinals
L'oli de Ricinus communis, utilitzat com a medicament, és un producte pur i exempt
de toxines. És un laxant important que abans s'utilitzava molt freqüentment i avui dia també, encara que en menor grau. L'efecte laxant ha d'atribuir-se al fet que la triricinoleïna de l'oli es dissocia a l'intestí prim s'originen sals com el ricinoleat sòdic, que per un lleuger efecte irritant inciten la intestinal diarrees. La resta de l'oli actua com a lubricant. En casos de restrenyiment intens dona bon resultat, té els efectes al cap de 6-10 hores i és suficient amb una cullerada tot i que no es pot utilitzar en tractaments prolongats. L'únic inconvenient és el seu sabor desagradable.
Altres usos d'aquest oli són els següents:
- Emol·lient: Per remollir teixits, sobretot indicat en el teixit cutani, ja que suavitza la pell i ajuda a eliminar les berrugues, sobretot quan es combina amb saüc (Salix chilensis) o amb all (Allium sativum), que milloren la seva eficàcia.
- Cosmètic pel cabell, ja que evita que es torni trencadís: com l'oli és soluble en alcohol es preparen colònies ricinades per a cabells secs, que, un cop aplicats i evaporat l'alcohol el deixa suau i brillant.
- Estimulador de les contraccions uterines abans del part.
- Dolors musculars: l'oli de ricí suavitza els músculs, els tonifica i ajuda a combatre el dolor, sobretot en l'esquena. La dosi adient en aquest cas serien dues friccions al dia, fins que desapareguin les molèsties.
- Protectors labials: alguns contenen l'oli hidrogenat.
- Una gota d'oli de ricí també pot servir per tractar els mussols.

### Ús etnomedicinal
En medicina xinesa s'utilitza en el tractament de paràlisi facial, úlceres, mals de coll i algunes inflamacions ulceroses a la pell. En medicina índia s'ha emprat per combatre el mal a les articulacions i les malalties dispèptiques. En el tractament homeopàtic de vòmits i diarrees abundants, sobretot en nens. Tot i que les seves millores no estan provades.

### Ús en alimentació
- Additius
- Edulcorant (un exemple seria la xocolata)
- Motlles i envasos de plàstic

### Toxicitat
La ingestió de llavors de Ricinus communis provoca una intoxicació que pot arribar a produir la mort. La dosi letal per a un nen són entre tres o quatre llavors i la d'un adult, deu. La ricina, que és la proteïna tòxica que es troba a les llavors, no es troba a l'oli de ricí comercial. Això no obstant, és estranya la mort per la ingesta de llavors o fulles de ricí, tot i que la ricina (proteïna tòxica present a la planta, però no a l'oli) ha estat utilitzada com a arma biològica.

## Història
Es creu que els egipcis van ser els descobridors d'aquesta planta i els primers que van utilitzar l'oli de les seves llavors, i durant molt de temps la van anomenar Palmacristi, per la seva semblança amb la paparra (en grec, paparra rep el nom de croton). També és coneguda amb el nom d'herba de les talpes, perquè abans es creia que la planta que donava les llavors era l'aloc o Vitex agnus castus
Durant la Guerra Civil espanyola (1936-1939), les purgues amb oli de ricí estaven entre les tortures més comunes, ja que es creia que gràcies al seu fort poder laxant, es depurava el "tòxic interior" d'aquells que no seguien els ideals imposats per la dictadura franquista.
A més, hi ha creences populars al voltant de les llavors de Ricinus communis: abans es deia que portar-les a sobre evitava el mal d'ull.

## Producció
En la següent taula apareixen els principals productors de llavors de ricí a nivell mundial l'any 2003: 
| Producció en tones de llavors de ricí Dades cedides per FAOSTAT (FAO) |           |      |           |      |
| Índia                                                                 | 804 000   | 66%  | 804 000   | 61%  |
| Xina                                                                  | 258 000   | 21%  | 275 000   | 21%  |
| Brasil                                                                | 77 970    | 6%   | 149 099   | 11%  |
| Altres països                                                         | 82 950    | 7%   | 83 580    | 6%   |
| Total                                                                 | 1 222 920 | 100% | 1 311 679 | 100% |

## Galeria d'imatges

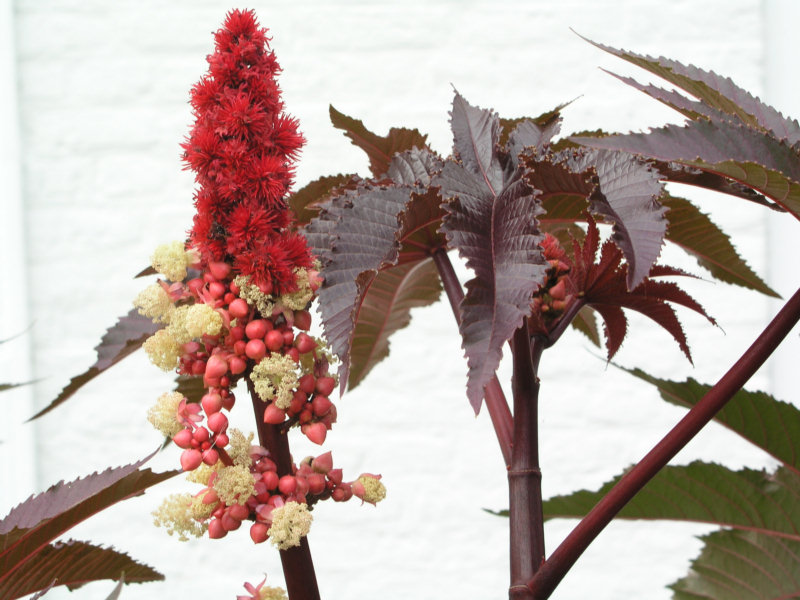
Visió general; planta més desenvolupada
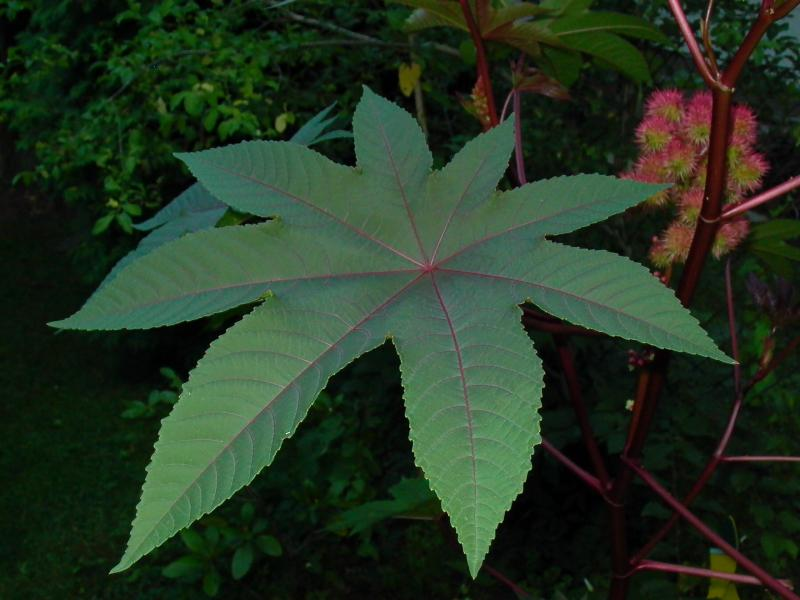
Detall de les fulles
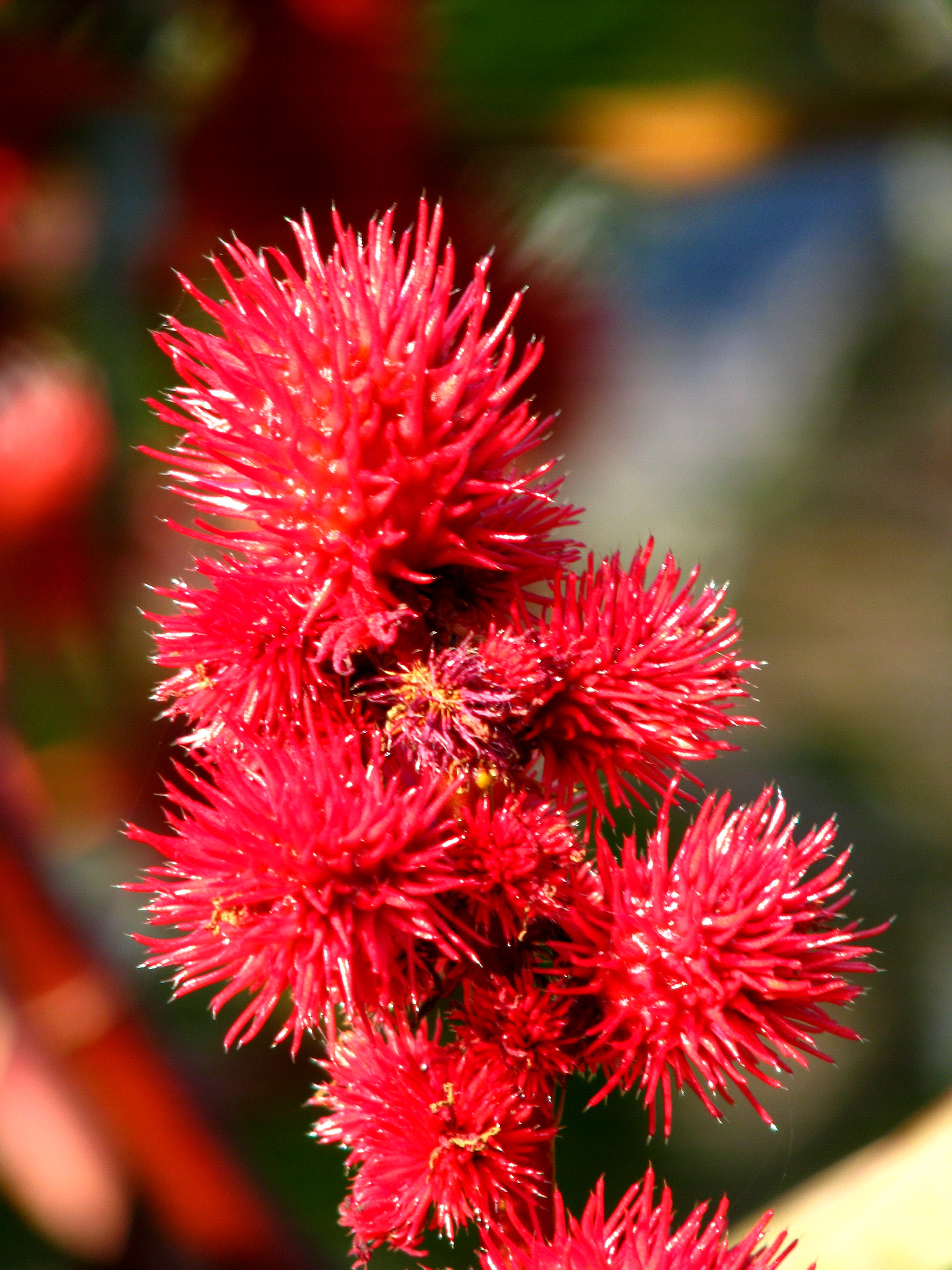
Flors
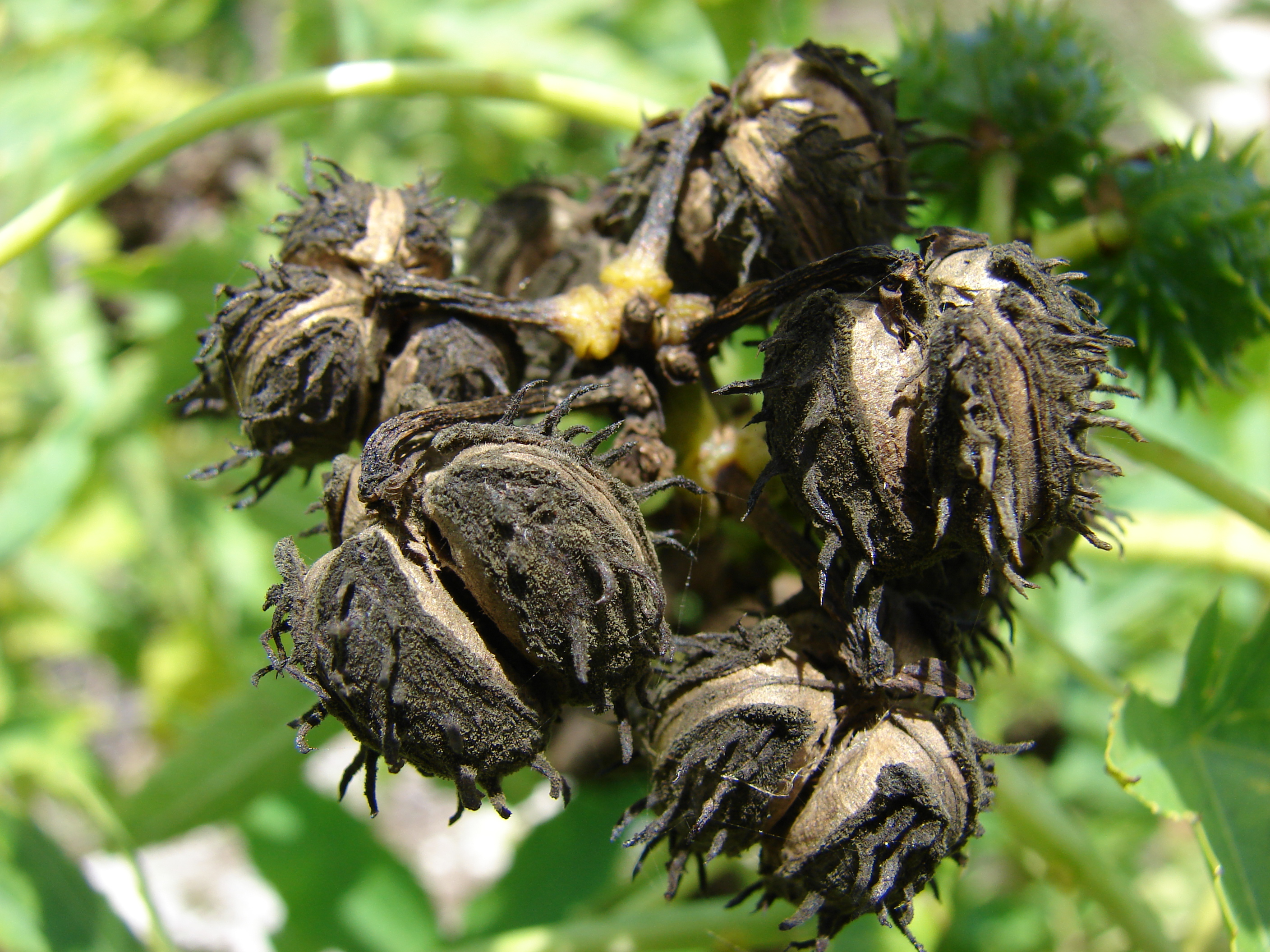
Fruit en càpsula
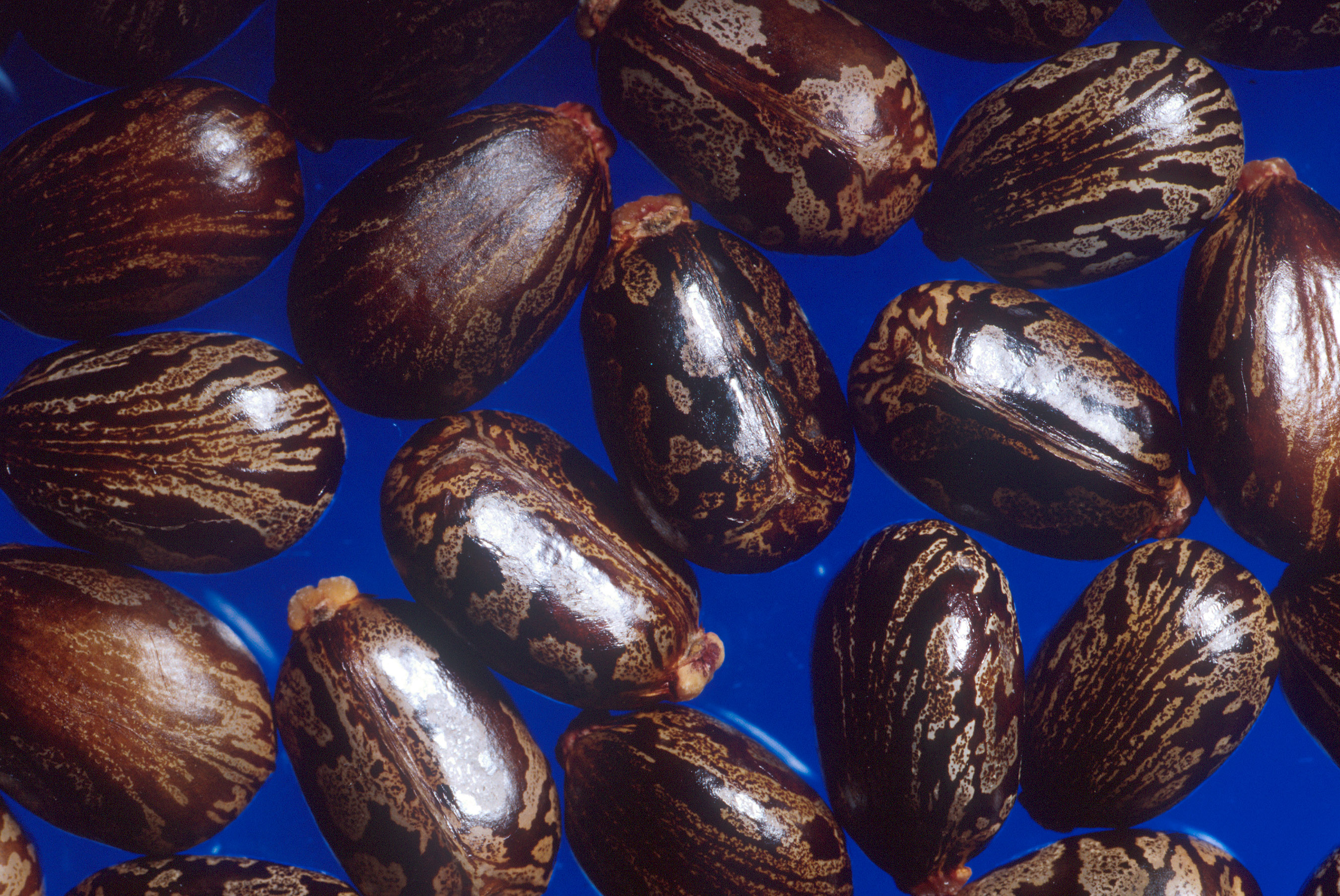
Llavors
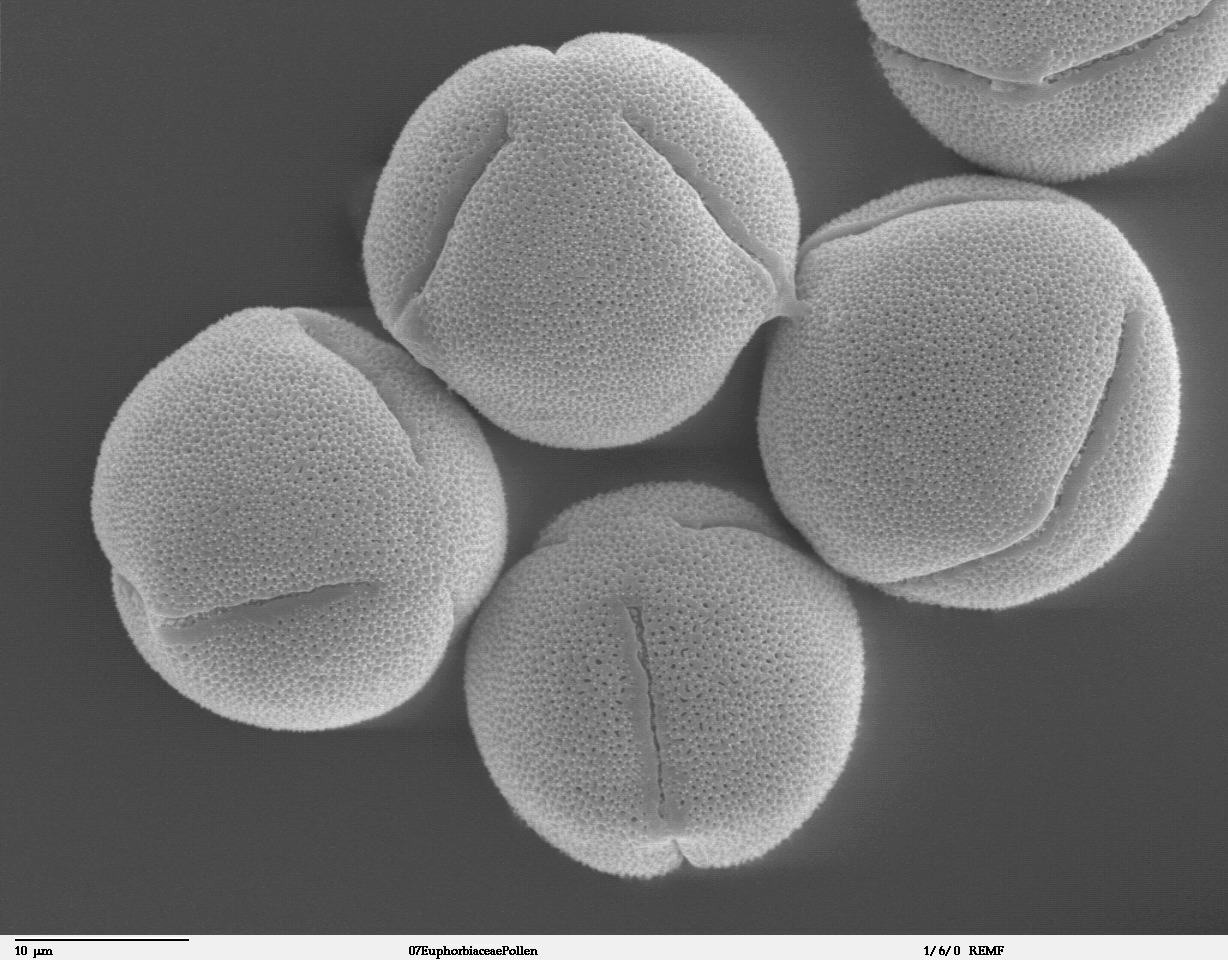
Pol·len
Estructura del component principal de l'oli de ricí